# Matthias Ring

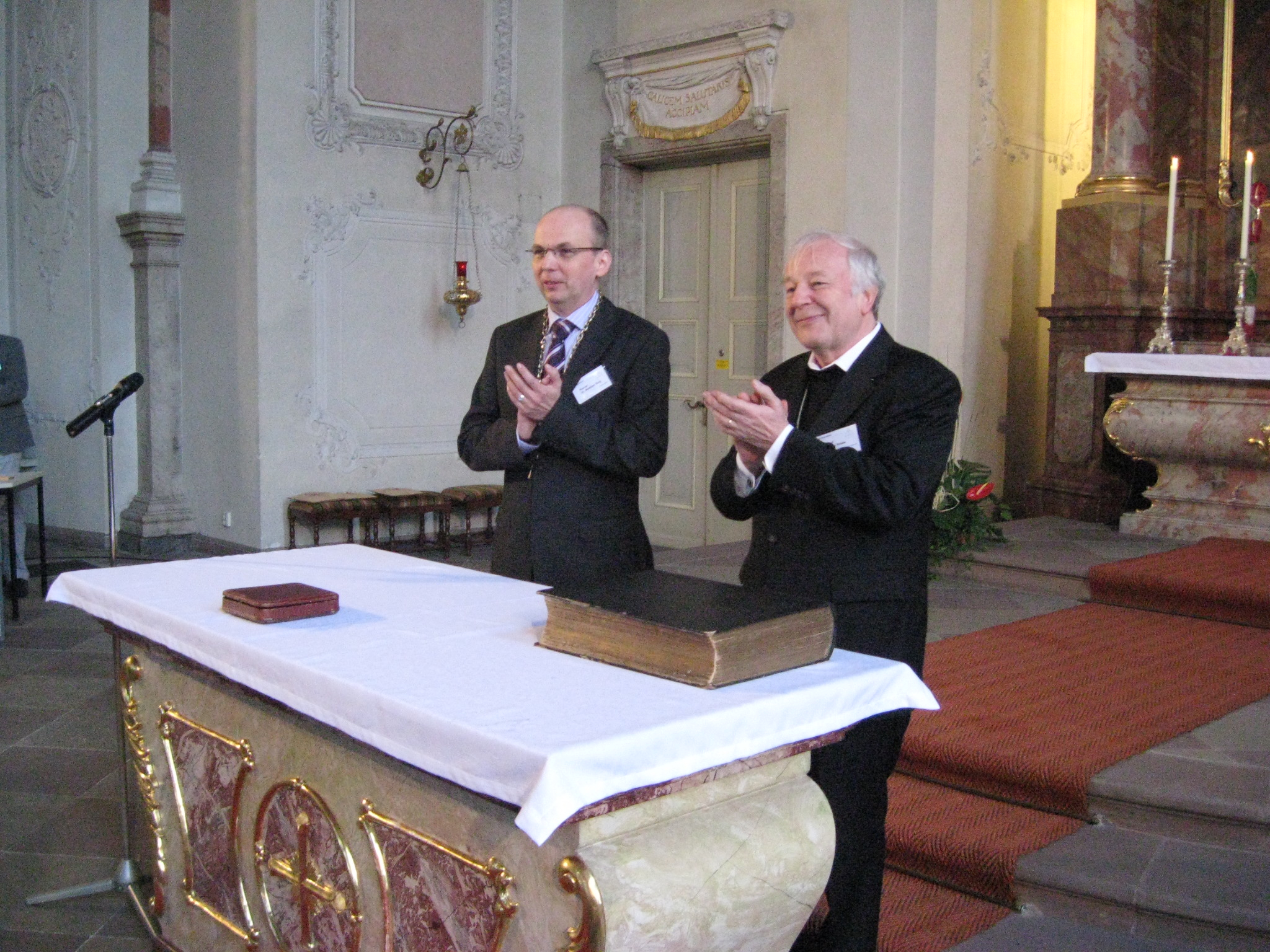
Matthias Ring (links) bei seiner Wahl zum Bischof der Alt-Katholiken in Deutschland mit seinem Vorgänger, Joachim Vobbe

Matthias Franz Johann Ring (* 22. Februar 1963 in Wallenfels, Landkreis Kronach in Bayern) ist seit dem 20. März 2010 der zehnte Bischof des Katholischen Bistums der Alt-Katholiken in Deutschland.

## Leben
Von 1969 bis 1973 besuchte er die Grundschule in Wallenfels, von 1973 bis 1977 das Kaspar-Zeuß-Gymnasium Kronach und von 1977 bis zum Abitur 1982 das Frankenwald-Gymnasium Kronach.
Von 1982 bis zum Diplom 1988 studierte Ring an der Universität Bamberg Katholische Theologie, anschließend zwei Semester Alt-katholische Theologie an der Universität Bonn. Am 25. Oktober 1991 legte er die Ergänzungsprüfung im Fach Alt-katholische Theologie ab.
Am 13. Mai 1989 wurde Ring durch Bischof Sigisbert Kraft zum Diakon geweiht und in den Gemeinden Würzburg und Nürnberg eingesetzt. Nach seiner Priesterweihe am 18. November 1989 war er ab Oktober 1993 Pfarrer der Pfarrgemeinden Regensburg und Passau mit Dienstsitz in Regensburg.
Vom 1. April 2000 bis zum 31. August 2005 war Ring als wissenschaftlicher Mitarbeiter am Alt-Katholischen Seminar der Universität Bonn angestellt. Zugleich war er Direktor des Bischöflichen Seminars der Alt-Katholischen Kirche in Bonn.
Ab 1999 war Ring als Doktorand an der Christkatholisch-Theologischen Fakultät in Bern immatrikuliert. Am 8. Juni 2006 wurde Matthias Ring mit der Dissertation Katholisch und Deutsch. Die alt-katholische Kirche Deutschlands und der Nationalsozialismus zum Doktor der Theologie promoviert.
Zum 1. September 2005 nahm Ring den Dienst als Pfarrer in Regensburg wieder auf.
Im Bistum war er vor seiner Wahl zum Bischof als Chefredakteur sowie Autor zahlreicher Artikel in der Kirchenzeitung Christen heute, als Präsident des bayerischen Landessynodalrates sowie als Vorsitzender der Finanzkommission des deutschen Bistums bekannt.

## Bischof
Am 7. November 2009 wurde er auf einer außerordentlichen Bistumssynode in der Schlosskirche in Mannheim im dritten Wahlgang mit 73 von 118 Stimmen zum Nachfolger von Joachim Vobbe gewählt und am 20. März 2010 in der evangelischen Stadtkirche in Karlsruhe in Anwesenheit von zahlreichen Gästen, darunter dem Landesrabbiner Walter Homolka, zum Bischof geweiht und in sein Amt als zehnter Bischof der Alt-Katholiken in Deutschland eingeführt. Hauptkonsekrator war sein Amtsvorgänger, der aus Gesundheitsgründen zurückgetretene neunte Bischof der Alt-Katholiken in Deutschland, Joachim Vobbe; Mitkonsekratoren waren der Erzbischof von Utrecht Joris Vercammen und der Bischof von Haarlem Dick Schoon.

## Publikationen
- Mein persönlicher Glaube und der Glaube der Kirche. Ich + Wir. Ein Wort des Bischofs an die Gemeinden. Hirtenbrief. Alt-Katholischer Bistumsverlag, Bonn 2016, ISBN 978-3-934610-78-1.
- Katholisch und deutsch. Die alt-katholische Kirche Deutschlands und der Nationalsozialismus. Alt-Katholischer Bistumsverlag, Bonn 2008, ISBN 978-3-934610-35-4.
- Mit Angela Berlis (Hrsg.): Im Himmel Anker werfen. Vermutungen über Kirche in der Zukunft. Alt-Katholischer Bistumsverlag, Bonn 2007, ISBN 978-3-934610-66-8